# Tymezyteusz
Tymezyteusz, Gaius Furius Sabinius Aquila Timesitheus (zm. 243) – prefekt pretorianów w latach 241–243.
Pełnił funkcję prefekta pretorianów u boku cesarza Gordiana III, który w maju 241 poślubił jego córkę Furię Sabinię Trankwilinę. W 243 Tymezyteusz miał dowodzić wojskami rzymskimi w bitwie pod Resaena, gdzie odniesiono zwycięstwo nad  Persami. Dzięki temu odzyskano zajętą przez Persów Syrię i Mezopotamię. Zmarł w 243.